# Mylabris chisambensis
Mylabris chisambensis is een keversoort uit de familie van de oliekevers (Meloidae). De wetenschappelijke naam van de soort is voor het eerst geldig gepubliceerd in 1909 door Wellman.